# Penicillium purpurogenum
Penicillium purpurogenum är en svampart som beskrevs av Stoll 1923. Penicillium purpurogenum ingår i släktet Penicillium och familjen Trichocomaceae.   Inga underarter finns listade i Catalogue of Life.